# Marie Grace Augustin
Pour les articles homonymes, voir Augustin.
Marie Grace Augustin, née le 2 juin 1897 à Micoud (Sainte-Lucie) et morte le 30 mars 1996, est une femme d'affaires et femme politique saint-lucienne.
Après avoir obtenu un diplôme d'infirmière et de sage-femme, elle étudie le droit, mais se voit refuser l'autorisation de passer l'examen du barreau en raison de son sexe. Elle devient ensuite la première femme de Sainte-Lucie à gérer une grande plantation. Elle est aussi la première femme parlementaire de Sainte-Lucie, nommée en 1951.

## Biographie

### Origines et études
Née en 1897, Marie Grace Augustin est la septième enfant d'une fratrie de onze frères et sœurs. Elle grandit dans le domaine de ses parents, D'aubayan, à Micoud (Sainte-Lucie). Active et curieuse, elle est un « garçon manqué » qui aime nager et monter à cheval. Après avoir terminé ses études secondaires à Antigua, elle réussit ses examens de Cambridge en juillet 1912. Elle poursuit sa scolarité, étudiant pour devenir infirmière et sage-femme ; elle obtient son certificat de l'hôpital Victoria en 1918. Stagiaire dans le cabinet d'avocats de son frère Elwin, elle étudie ensuite le droit pendant trois ans. Elle aurait pu devenir la première femme avocate des Caraïbes du Commonwealth lorsqu'elle a tenté de passer l'examen du barreau en 1923, mais elle a été refusée au motif qu'elle était une femme.

### Carrière professionnelle et politique
À la mort de son frère, qui gérait la succession de leurs parents, Marie Grace Augustin prend sa place et devient la première femme à gérer une grande plantation à Sainte-Lucie. Elle met en œuvre plusieurs idées innovantes pour l’époque. Le voyage à cheval jusqu'à la capitale, Castries, durait à cette époque deux jours. Elle réduit son temps de trajet à quatre heures en conduisant une moto, qu'elle a importée d'Angleterre. Elle ouvre une épicerie pour les habitants vivant autour de la plantation, afin qu'ils n'aient pas à faire un long voyage pour s'approvisionner, et crée également une clinique de soins médicaux. Elle forme des femmes locales comme personnel de la clinique et fait en sorte qu'un médecin visite la communauté deux fois par semaine.
Marie Grace Augustin expérimente différentes cultures, cultivant du cacao, du café, de la noix de coco et des mangues. Elle a été la première personnalité de Sainte-Lucie à planter des noix de coco à grande échelle, y voyant un moyen de développer l'industrie du coprah. Lorsque les navires réfrigérés ont rendu possible une plus grande diversification, elle se lance dans la production de bananes, qui devient rapidement la culture prédominante de la plantation. Lorsque la culture de bananes locale a été infectée par le mildiou, Marie Grace Augustin affrète un bateau et se rend en Guadeloupe pour acheter des plants résistants aux maladies et rajeunir l'industrie bananière. À plusieurs reprises, elle est directrice du Fonds de crédit agricole, de l’Association des producteurs de bananes, de l’Association des producteurs de noix de coco, de l’Association des fabricants de coprah et de l’Association des fabricants de sucre.
En 1948, un incendie ravage le cœur de la capitale, détruisant de nombreuses entreprises et propriétés, laissant beaucoup de personnes sans abri et sans moyens de subsistance. Marie Grace Augustin convainc alors des menuisiers de venir dans sa propriété, afin d'enseigner la fabrication de meubles aux hommes de la communauté ; cela crée des emplois. En 1951, elle est nommée au Conseil législatif de Sainte-Lucie, devenant ainsi la première femme parlementaire de l'histoire du pays,. Marie Grace Augustin soutient financièrement l'appel de la princesse Alice pour le Collège des Antilles en 1955. Elle est reconduite au Conseil législatif en 1957 et, la même année, elle est faite officier de l'ordre de l'Empire britannique.
À cette époque, le domaine de Marie Grace Augustin était l'un des plus emblématiques de l'île et jouissait d'une grande notoriété. Des artistes locaux, comme Sesenne (en), Dunstan St. Omer et Derek Walcott, ont bénéficié de son mécénat et y étaient des invités fréquents. Marie Grace Augustin possédait aussi un établissement connu sous le nom de « The Hotel » sur la route de Micoud à Castries et employait des artistes pour divertir les invités, notamment Sesenne,.
Marie Grace Augustin meurt en 1996. Sa biographie figure dans au moins deux recueils de femmes notables de Sainte-Lucie : Blaze a Fire: Significant Contributions of Caribbean Women (1988) de Nesha Z. Haniff et Women in Caribbean Politics (2011) de Cynthia Barrow-Giles.